# CSS Zen Garden
El Jardín Zen CSS es un recurso Web de diseño. El objetivo del sitio es mostrar las posibilidades del diseño basado en CSS. Se utilizan hojas de estilo contribuidas por diseñadores gráficos de todo el mundo para cambiar la presentación visual de un único archivo HTML, produciendo cientos de diseños diferentes. Aparte de la referencia a un archivo CSS externo, el código HTML en sí mismo nunca cambia. Todas las diferencias visuales son el resultado del CSS y el conjunto de imágenes que soportan el diseño. El sitio se ha traducido a múltiples idiomas.
Cuando se lanzó en abril del 2003 contenía sólo cinco diseños.
En febrero del 2005 se publicó El Zen del diseño CSS por el creador del Jardín Zen CSS Dave Shea y el diseñador web Molly Holzschlag. El libro se basa en treinta y seis diseños destacados del sitio del Jardín Zen.
El Jardín Zen CSS ha inspirado otros sitios similares en otros idiomas.
"El Jardín" mismo fue inspirado, de acuerdo a las indicaciones de Dave Shea, por un experimento de Chris Casciano llamado "Daily CSS Fun" y un concurso relacionado con CSS organizado por HotBot.